# ون سي كامبوني
ون سي كامبوني (بالإنجليزي:1C Company) (بالروسية:Фирма«1С»)، هي شركة روسية لإنتاج ألعاب الفيديو، حيث أسست سنة 1991م في العاصمة الروسية موسكو.

## المواقع الخارجية
- الموقع الرسمي